# William Coleman

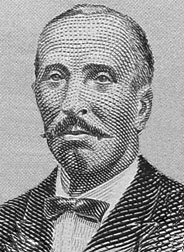
William Coleman.

William David Coleman, född 1842, död 1908, var en liberiansk politiker som var Liberias president 12 november 1896-11 december 1900. Han föddes i Kentucky och flyttade med sin familj till Liberia vid 11 års ålder. 1877 blev han vald till ledamot av Liberias representanthus och blev senare dess talman. Han blev senare vicepresident under Joseph Cheeseman som valdes till president 1892. De omvaldes två gånger för vardera två år och 1896 blev Coleman president efter Cheesemans död. Efter att ha fullgjort Cheesemans mandatperiod blev Coleman omvald ytterligare två gånger. Han avgick 1900 efter att ha förlorat stöd från flera andra politiker. Han efterträddes som president av Garretson Gibson.